# Pays de Caux

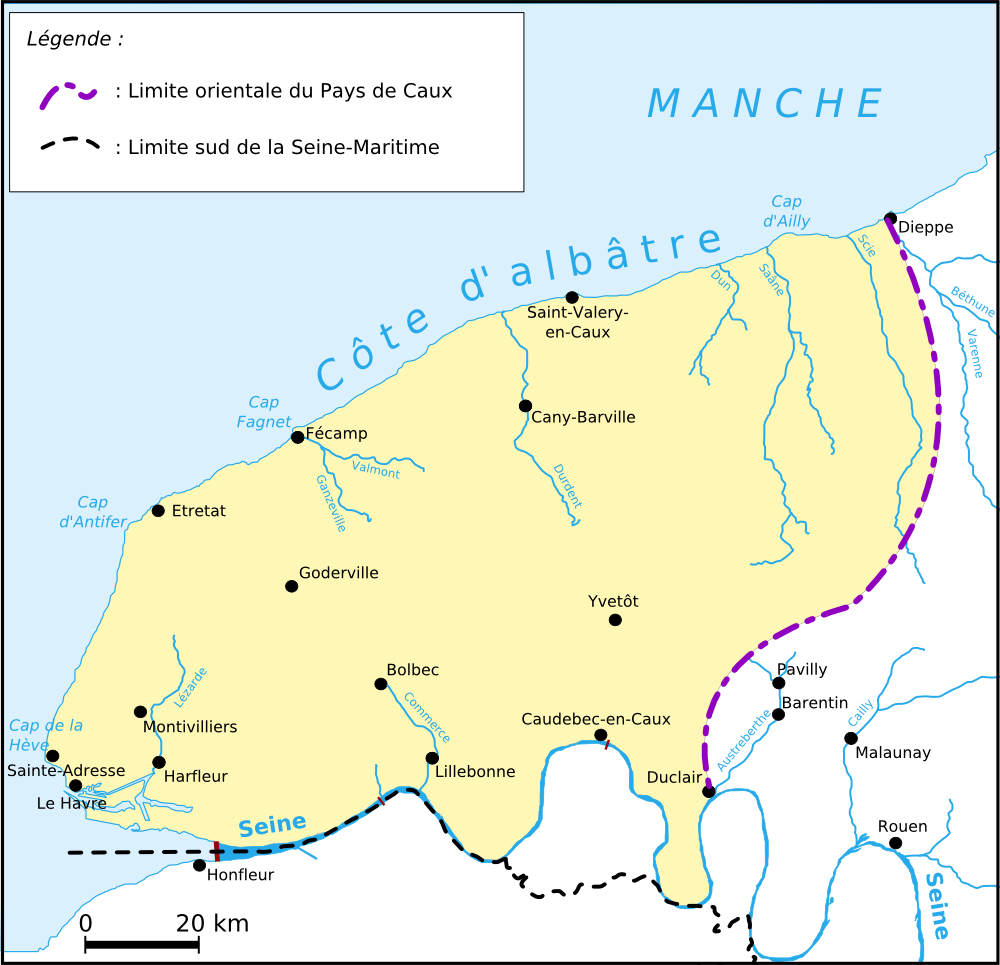
Pays de Caux

Het Pays de Caux is een natuurlijke streek in Frankrijk, gelegen in Normandië tussen de steden Dieppe en Le Havre.
Het is ook een oude provincie van Normandië. Het cauchois is een dialect van het Normandisch Frans; cauchois is ook een duivenras.

## Toponiemen
De naam "Caux" komt voor in de naam van verschillende gemeenten, dorpen of gehuchten in de streek:
Bacqueville-en-Caux,
Beauval-en-Caux,
Belleville-en-Caux,
Berville-en-Caux,
Bretteville-du-Grand-Caux,
Butot-en-Caux,
Caudebec-en-Caux,
Criquebeuf-en-Caux,
Fauville-en-Caux,
Héricourt-en-Caux,
Hugleville-en-Caux,
Montreuil-en-Caux, 
Ourville-en-Caux,
Sainte-Geneviève-en-Caux,
Saint-Laurent-en-Caux,
Saint-Valery-en-Caux,
Sausseuzemare-en-Caux,
Tocqueville-en-Caux,
Saint-Michel-en-Caux
Verschillende fusiegemeenten kregen een naam die verwijst naar de streek: Les Hauts-de-Caux, Petit-Caux, Terres-de-Caux.